# ترايجويرا
بلدية ترايجويرا (بالإسبانية: Traiguera)‏، هي إحدى بلديات مقاطعة كاستيلون التي تقع في منطقة بلنسية، في شرق إسبانيا.
يبلغ عدد سكانها 1.664 نسمة وفقاً لإحصائية سنة (2006).